# Episodi di L.A.'s Finest (seconda stagione)
La seconda e ultima stagione della serie televisiva L.A.'s Finest, composta da 13 episodi, è stata distribuita integralmente sul servizio via cavo Spectrum il 9 settembre 2020.
In Italia la stagione è trasmessa dall'11 gennaio al 22 febbraio 2021 su Fox, canale a pagamento della piattaforma Sky.
| n° | Titolo originale                 | Titolo italiano                 | Pubblicazione USA | Prima TV Italia  |
| -- | -------------------------------- | ------------------------------- | ----------------- | ---------------- |
| 1  | The Curse of the Black Pearl     | La maledizione della perla nera | 9 settembre 2020  | 11 gennaio 2021  |
| 2  | The Lone Ranger                  | Il Ranger solitario             | 9 settembre 2020  | 11 gennaio 2021  |
| 3  | Thief of Hearts                  | Il ricatto                      | 9 settembre 2020  | 18 gennaio 2021  |
| 4  | Beverly Hills Cops               | Amore fraterno                  | 9 settembre 2020  | 18 gennaio 2021  |
| 5  | Gone in 60 Seconds               | Fuori in 60 secondi             | 9 settembre 2020  | 25 gennaio 2021  |
| 6  | Maverick                         | Controcorrente                  | 9 settembre 2020  | 25 gennaio 2021  |
| 7  | March or Die                     | L'incontro maledetto            | 9 settembre 2020  | 1º febbraio 2021 |
| 8  | Bad Company                      | Cattive compagnie               | 9 settembre 2020  | 1º febbraio 2021 |
| 9  | Kangaroo Jack                    | Kangaroo Jack                   | 9 settembre 2020  | 8 febbraio 2021  |
| 10 | Deliver Us from Evil             | Liberaci dal male               | 9 settembre 2020  | 8 febbraio 2021  |
| 11 | Rafferty and the Gold Dust Twins | L'interrogatorio                | 9 settembre 2020  | 15 febbraio 2021 |
| 12 | Coyote Ugly                      | Scelte difficili                | 9 settembre 2020  | 15 febbraio 2021 |
| 13 | For Life                         | Per la vita                     | 9 settembre 2020  | 22 febbraio 2021 |

## La maledizione della perla nera
- Titolo originale: The curse of the black pearl

### Trama
Con l'aiuto di Nancy, Syd va, non autorizzata, in cerca del colpevole per la morte di Jen. Intanto si indaga su un omicidio a Koreatown. 

## Il ranger solitario
- Titolo originale: The line ranger

### Trama
Mentre cercano di capire il motivo dei disordini  di Koreatown, McKenna affronta i dolorosi ricordi del suo passato in Iraq. 

## Il ricatto
- Titolo originale: Thief  of hearts

### Trama
Quando affrontano un ex cliente di Jen, Syd e Nancy si accorgono di essere sulla buona strada. Intanto la squadra riesce a trovare il killer di Koreatown. 

## Amore fraterno
- Titolo originale: Beverly Hills cops

### Trama
Appena il killer di Koreatown è dietro le sbarre, Syd e Nancy devono affrontare un caso di pirateria della strada. 

## Fuori in 60 secondi
- Titolo originale: Gone in 60 seconds

### Trama
I disordini di Koreatown continuano e la squadra cerca di capirne il motivo. 

## Controcorrente
- Titolo originale: Maverick

### Trama
Syd avvisa la famiglia di Jen della sua morte. Intanto McKenna deve affrontare i problemi con Patrick. 

## L'incontro maledetto
- Titolo originale: March or die

### Trama
Dopo aver condiviso la verità sulla morte di Jen, Syd riceve un aiuto inaspettato. Intanto Nancy e Patrick devono affrontare una decisione difficile. 

## Cattive compagnie
- Titolo originale: Bad company

### Trama
Tutto il personale del dipartimento di polizia è impegnato in una missione delicata e all'ultimo respiro per salvare Walker. 

## Kangaroo Jack
- Titolo originale: Kangaroo Jack

### Trama
Syd scopre che l'aumento del crimine a Koreatown sta facendo andare via le persone dalle proprie case. La squadra, intanto, cerca i responsabili di una rapina finita male. 

## Liberaci dal male
- Titolo originale: Deliver us from evil

### Trama
Syd è concentrata sulla ricerca di Emma che è scomparsa. McKenna, sotto copertura, passa del tempo con un veterano che potrebbe essere collegato al caso di Koreatown. 

## L'interrogatorio
- Titolo originale: Rafferty and the gold dust twins

### Trama
Syd e Baines sono interrogati dagli Affari interni sulla morte di Beverly Gamble. Intanto le informazioni di Duke Ingram portano la squadra a fare una scoperta. 

## Scelte difficili
- Titolo originale: Coyote Ugly

### Trama
Mentre la squadra lavora per individuare Malcom Ward, Patrick aspetta il risultato delle elezioni. Syd intanto pensa di rivelare agli affari interni la verità su quanto successo al deposito. Alla fine Patrick vince le elezioni, ma poco dopo qualcuno suona alla sua porta e gli spara al petto. Nonostante Nancy sia lì a rincorrere la macchina con all'interno l'assassino, purtroppo riesce solo a rompere un fanalino posteriore con un colpo di pistola. Intanto la squadra riesce ad arrestare Malcolm Ward, ma durante il trasporto in centrale qualcuno travolge l'auto su cui si trovano i detective Baines, Walker e Ward. Il ragazzo riesce a scappare ma verrà ucciso dalle stesse persone che hanno provocato l'incidente, mentre Patrick muore tra le braccia di Izzy 

## Per la vita
- Titolo originale: For life

### Trama
Syd aiuta McKenna a superare un momento davvero difficile. La morte di Patrick e la possibilità di perdere Izzy hanno distrutto McKenna, ma la cosa più importante ora è trovare l'assassino di Patrick. Intanto tutta la squadra lavora per ripristinare una situazione pacifica a Koreatown, così si scopre che l'assassinio di Patrick potrebbe essere collegato ai disordini di Koreatown. 